# Microsoft Edge
O Microsoft Edge é um navegador da internet desenvolvido pela Microsoft. Foi lançado pela primeira vez para Windows 10 e Xbox One em 2015, depois para Android e iOS em 2017, para macOS, e distribuições Linux, como Ubuntu, Fedora e OpenSUSE e em suas derivações em 2020. Ele é o sucessor do Internet Explorer, atuando como o novo navegador padrão de internet da Microsoft.
Originalmente desenvolvido com os próprios mecanismos EdgeHTML e Chakra da Microsoft, em 2019 o Edge foi reconstruído como um navegador baseado em Chromium, usando os mecanismos Blink e V8. Como parte dessa alteração (codinome Anaheim), a Microsoft disponibilizou as versões prévias do Edge baseado em Chromium para o Windows 7, 8, 8.1 e macOS, além do Windows 10. A Microsoft lançou a primeira versão do Edge baseada em Chromium em 15 de janeiro de 2020.
Segundo o StatCounter, em agosto de 2019, o Edge superou a participação de mercado do Internet Explorer (IE) para PC, o Edge ficou em quarto lugar e o IE em quinto. Enquanto a participação do IE caiu, nenhuma versão única do Edge é mais popular que o Internet Explorer 11. A participação de mercado no Edge permanece baixa, com o IE seguindo essa tendência. No entanto, combinando a participação de mercado do Edge e do IE, os navegadores da Microsoft ocupam o terceiro lugar no mercado de navegadores para PC, sendo o Chrome o primeiro e o Firefox o segundo. As versões móveis do Edge existem para Android e iOS, no entanto, elas têm muito pouca participação de mercado. Nos consoles da Microsoft, o Edge substituiu o IE como o navegador dominante alguns meses após seu lançamento em 2015.
A participação de mercado varia de acordo com a região. Em alguns dias da semana, o Edge ocupou o segundo lugar com uma participação de 10,02% no mercado de navegadores para PC nos Estados Unidos, enquanto no mês inteiro ele obteve uma participação de 8,61%, ocupando o terceiro lugar, logo depois do Firefox.

## Recursos
O Microsoft Edge é o navegador web padrão no Windows 10, Windows 10 Mobile, Windows 11 e nos consoles Xbox One e Xbox Series X|S, substituindo o Internet Explorer 11 e o Internet Explorer Mobile. Como seu desenvolvimento e versão dependem do modelo do Windows como serviço, ele não é incluído nas builds do Windows 10 Enterprise Long-Term Servicing Channel (LTSC).
A Microsoft anunciou inicialmente que o Edge ofereceria suporte ao mecanismo de layout Trident (MSHTML) herdado para compatibilidade com versões anteriores, mas mais tarde afirmou que, devido a "fortes comentários", o Edge usaria um novo mecanismo, enquanto o Internet Explorer continuaria fornecendo o mecanismo herdado.
Favoritos, lista de leitura, histórico de navegação e downloads são visualizados no hub, uma barra lateral que fornece funcionalidade semelhante ao gerenciador de downloads do Internet Explorer e a Central de Favoritos.
O navegador inclui Adobe Flash Player integrado e um leitor de PDF. Também suporta asm.js.
O Edge não suporta tecnologias herdadas, como ActiveX e Browser Helper Objects, e usa um sistema de extensão.
O Internet Explorer 11 permanece disponível ao lado do Edge no Windows 10 para compatibilidade, permanece quase idêntico à versão do Windows 8.1 e não usa o mecanismo Edge, como foi anunciado anteriormente.
O Edge se integra às plataformas online da Microsoft para fornecer controle de voz, funcionalidade de pesquisa e informações dinâmicas relacionadas às pesquisas na barra de endereço. Os usuários podem fazer anotações em páginas da web que podem ser armazenadas e compartilhadas com o OneDrive, mas não podem salvar páginas HTML em seus próprios computadores. Ele também se integra à função "Lista de leitura" e fornece um "Modo de leitura" que retira a formatação desnecessária das páginas para melhorar sua legibilidade.
Um suporte preliminar para extensões de navegador foi adicionado em março de 2016, com a compilação 14291, três extensões foram inicialmente suportadas. A Microsoft indicou que o atraso na permissão de extensões e o pequeno número ocorreu devido a preocupações de segurança.

### EdgeHTML

Logotipo do Microsoft Edge, usado de 2015 até 2019

O EdgeHTML foi o mecanismo de layout proprietário desenvolvido originalmente para o Edge. Foi uma bifurcação do Trident que removeu todo o código herdado das versões mais antigas do Internet Explorer, com a maioria do código-fonte reescrito para suportar os padrões da web e a interoperabilidade com outros navegadores modernos. O EdgeHTML foi escrito em C++.
O mecanismo de renderização foi lançado pela primeira vez como uma opção experimental no Internet Explorer 11 como parte da compilação do Windows 10 Preview 9926.
O EdgeHTML era totalmente compatível com o mecanismo de layout do WebKit usado pelo Safari, Chrome e outros navegadores. A Microsoft declarou seus critérios de aceitação originais: "Quaisquer diferenças entre o Edge e o WebKit são bugs que estamos interessados em corrigir".
Uma análise da AnandTech do mecanismo na versão beta do Windows 10 encontrou melhorias substanciais de referência em relação ao Trident, principalmente o desempenho do mecanismo JavaScript, que se equipara ao do Google Chrome. Outros benchmarks focados no desempenho da API WebGL mostraram que o EdgeHTML teve um desempenho muito melhor que o Google Chrome e que o Mozilla Firefox.
A partir de 2019, a versão mais recente do Edge baseada no EdgeHTML falhou nos testes Acid2 e Acid3 para padrões da web. Desde então, a Microsoft anunciou que o EdgeHTML será substituído como o mecanismo de navegador do Edge pelo Blink, que é baseado no Chromium.

### Padrões HTML5
Originalmente, o Edge não tinha suporte para padrões de mídia abertos, como WebM e Opus, mas esses foram adicionados posteriormente no Edge 14.14291.
Em setembro de 2019, o Edge 17 obteve 492 de 555 pontos no teste HTML5t, enquanto o Firefox 59 marcou 491 de 555, o Firefox 69 marcou 513 de 555 e o Chrome 66 marcou 528 de 555 pontos.

### Edge baseado em Chromium
O Microsoft Edge baseado em Chromium possui quatro canais no geral: Canary, Dev (abreviação de Developer), Beta e Estável. A Microsoft chama coletivamente os canais Canary, Dev e Beta de "Microsoft Edge Insider Channels", pois são versões de pré-visualização e testes.

## Desenvolvimento

### EdgeHTML (2014–2019)
EdgeHTML é o motor de layout proprietário desenvolvido para Edge. É uma bifurcação de Trident que removeu todo o código legado das versões anteriores do Internet Explorer e a maioria de seu código fonte reescrito com padrões web e interoperabilidade com os outros navegadores modernos em mente.
"Spartan" foi disponibilizado publicamente pela primeira vez como o navegador padrão da Windows 10 Technical Preview build 10049, e lançado em 30 de Março de 2015. A nova engine utilizada pelo "Spartan" foi previamente disponibilizada nas versões do Windows 10 como parte do Internet Explorer 11, e seria utilizado pelo navegador até a versão final do 10; Microsoft havia porém anunciado que o Internet Explorer não utiliza a mesma engine do "Spartan", e o navegador seria obsoletado no Windows 10.

### Chromium (2019–atualmente)
Em 6 de dezembro de 2018, a Microsoft anunciou sua intenção de basear o Edge no código-fonte do Chromium, usando o mesmo mecanismo de renderização do Google Chrome, mas com aprimoramentos desenvolvidos pela Microsoft. Também foi anunciado que haverá versões do Edge disponíveis para Windows 7, Windows 8 e macOS e que todas as versões serão atualizadas com mais frequência.
Em 8 de abril de 2019, as primeiras versões do Edge baseadas em Chromium para Windows foram lançadas ao público. Já em 20 de maio de 2019, as primeiras versões do Edge para macOS baseadas em Chromium foram lançadas, marcando a primeira vez em 13 anos que um navegador da Microsoft estava disponível na plataforma Mac. A última vez que um navegador da Microsoft esteve disponível para Mac foi em janeiro de 2006, quando Internet Explorer para Mac foi retirado.
Em junho de 2019 na publicação do IAmA no Reddit, um desenvolvedor do Edge afirmou que era teoricamente possível que uma versão para Linux fosse desenvolvida no futuro, mas nenhum trabalho havia realmente começado nessa possibilidade.
Em 19 de junho de 2019, a Microsoft disponibilizou a nova versão de testes do seu navegador Edge para Windows 7 e Windows 8. Já em 20 de agosto de 2019, a Microsoft disponibilizou sua primeira versão beta do navegador Edge baseado em Chromium. A versão beta é um marco importante, pois é o estágio final antes que a versão estável seja disponibilizada. A versão beta está disponível para Windows 7, Windows 8, Windows 10 e macOS.
Em agosto de 2019, também foi removida a compatibilidade com o formato de arquivo EPUB. No Microsoft Ignite, a Microsoft lançou uma nova versão do logotipo do Edge.
O novo Edge baseado no Chromium foi lançado em 15 de janeiro de 2020.

## Desempenho
Os primeiros benchmarks do mecanismo EdgeHTML (incluídos na primeira versão beta do Edge para Windows 10 build 10049) tiveram um desempenho JavaScript drasticamente superior ao do Trident 7 no Internet Explorer 11, com desempenho semelhante ao Google Chrome 41 e Mozilla Firefox 37. No benchmark SunSpider, O Edge teve um desempenho mais rápido que outros navegadores, enquanto em outros benchmarks ele operou mais lentamente que o Google Chrome, Mozilla Firefox e Opera.
Os benchmarks posteriores realizados com a versão incluída na build 10122 do Windows 10 mostraram uma melhoria significativa de desempenho em comparação com o IE 11 e com o Edge da build 10049. De acordo com o resultado do benchmark da Microsoft, essa versão do Edge teve um desempenho melhor que o Chrome e que o Firefox no Octane 2.0 da Google e no Jetstream da Apple.
Em julho de 2015, o Edge obteve 377 de 555 pontos no teste HTML5. O Chrome 44 e o Firefox 42 tiveram 479 e 434, respectivamente, enquanto o Internet Explorer 11 obteve 312. Já em agosto de 2015, a Microsoft lançou o Windows 10 build 10532 para testadores, incluindo o Edge 21.10532.0. Esta versão beta obteve 445 de 555 pontos no teste HTML5.
Com o lançamento do Windows 10 build 14390 para testadores em julho de 2016, a pontuação no teste HTML5 na versão de desenvolvimento do navegador foi de 460 de 555 pontos. O Chrome 51 obteve 497, o Firefox 47 teve 456, e o Safari 9.1 obteve 370 pontos.

### Eficiência energética
Em junho de 2016, a Microsoft publicou resultados de benchmark para provar uma eficiência de energia superior do Edge em comparação com todos os outros principais navegadores da web. O Opera questionou a precisão e forneceu seus próprios resultados de teste, onde o Opera saiu por cima. Testes independentes da PC World confirmaram os resultados da Microsoft. No entanto, os testes realizados por Linus Sebastian contradizem os resultados da Microsoft, mostrando que o Chrome tem o melhor desempenho em consumo de bateria.

## Recepção
Em uma revisão de agosto de 2015 no Windows 10 por Dan Grabham, da TechRadar, o Microsoft Edge foi elogiado por seu desempenho, apesar de que não estava em um estado de desenvolvimento completo no lançamento. Andrew Cunningham, da Ars Technica, elogiou o navegador por ser "tremendamente promissor" e "um navegador muito melhor do que o Internet Explorer já foi", mas o criticou por sua falta de funcionalidades no lançamento. Thom Holwerda, da OSNews, criticou o Edge em agosto de 2015 por sua barra de URL oculta, falta de facilidade de uso, design ruim e um sistema de guias "tão problemático que nunca deveria ter sido lançado em uma versão final". Ele descreveu os recursos implementados pelo navegador como "algum tipo de piada cósmica", dizendo que o "irritou sem nem sequer começa a descrevê-lo".
Os dados de agosto de 2015, algumas semanas após o lançamento, mostraram que a aceitação do Edge pelos usuários era baixa, com apenas 2% do total de usuários de computador usando o novo navegador. Entre os usuários do Windows 10, o uso atingiu um pico de 20% e depois caiu para 14% até agosto de 2015.
Em outubro de 2015, um pesquisador de segurança publicou um relatório descrevendo um bug no modo "InPrivate" do Edge, fazendo com que os dados relacionados aos sites visitados ainda fossem armazenados em cache no diretório de perfis do usuário, possibilitando teoricamente que outros determinassem os sites visitados. O bug ganhou atenção popular no início de fevereiro de 2016, e foi corrigido com uma atualização cumulativa em 9 de fevereiro.
A mudança planejada da Microsoft para o Chromium como mecanismo do Edge enfrentou uma recepção mista. A mudança aumentará a consistência da compatibilidade da plataforma da web entre os principais navegadores e, por esse motivo, atraiu críticas, pois reduz a diversidade no mercado geral de navegadores da web e aumenta a influência da Google (desenvolvedor do mecanismo de layout Blink) no mercado geral de navegadores da Microsoft, cedendo seu mecanismo de navegador desenvolvido de forma independente.

### Participação de mercado
| Estatísticas de navegadores para desktop/laptop                                                                 | Estatísticas de navegadores para desktop/laptop | Estatísticas de navegadores para desktop/laptop | Estatísticas de navegadores para desktop/laptop | Estatísticas de navegadores para desktop/laptop |
| --- | ----------------------------------------------- | ----------------------------------------------- | ----------------------------------------------- | ----------------------------------------------- |
| |                                                 |                                                 |                                                 |                                                 |
| Google Chrome                                                                                                   | Google Chrome                                   |                                                 | 66,93%                                          | 66,93%                                          |
| Microsoft Edge                                                                                                  | Microsoft Edge                                  |                                                 | 10,63%                                          | 10,63%                                          |
| Safari | Safari                                          |                                                 | 8,95%                                           | 8,95%                                           |
| Firefox | Firefox                                         |                                                 | 7,8%                                            | 7,8%                                            |
| Opera | Opera                                           |                                                 | 2,99%                                           | 2,99%                                           |
| Internet Explorer                                                                                               | Internet Explorer                               |                                                 | 0,75%                                           | 0,75%                                           |
| |                                                 |                                                 |                                                 |                                                 |
| Participação no mercado de navegadores para desktop em todo o mundo de acordo com StatCounter em julho de 2022. |                                                 |                                                 |                                                 |                                                 |